# Женская сборная Индии по флорболу
Женская национальная сборная Индии по флорболу — представляет Индию на международных соревнованиях по флорболу. Управляющей организацией является Федерация флорбола Индии (англ. Floorball Federation of India).

## Результаты выступлений

### Кубок Азии и Океании
| Год  | Победы | Ничьи | Поражения | Место |
| ---- | ------ | ----- | --------- | ----- |
| 2018 | 2      | 0     | 4         | 6     |